# Жирар, Жан-Батист (педагог)
Жан-Батист Жирар (фр. Jean-Baptiste Girard, как францисканский монах известен под именем «отец Грегуар» — фр. «Père Grégoire»; 17 декабря 1765, Фрибур, — 6 марта 1850, там же) — швейцарский педагог школы Песталоцци.
Много сделал для школьного дела в качестве директора начальных школ своего родного города Фрибура, где ему впоследствии был воздвигнут памятник. Одно время Жирар был профессором философии в Люцерне.

## Сочинения
- «De l’enseignement régulier de la langue maternelle dans les écoles et dans la famille» (1844, 4 изд. 1873);
- «Cours éducatif de la langue maternelle» (1840—1848).

## Галерея

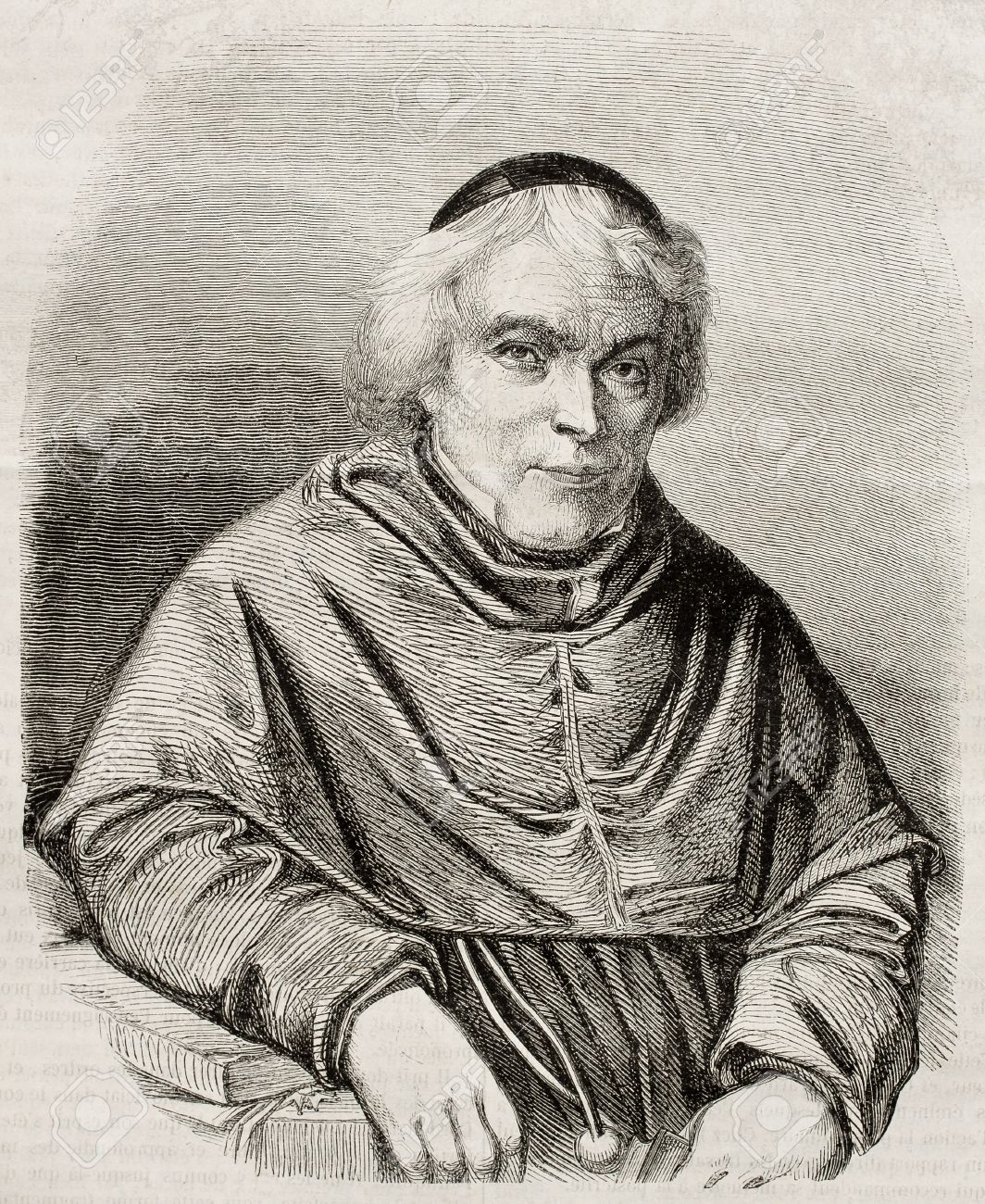
Жан-Батист Жерар. Гравюра 1850 года.